# Barbican à poitrine noire
Pogonornis rolleti
Espèce
Statut de conservation UICN

 LC  : Préoccupation mineure
Le Barbican à poitrine noire (Pogonornis rolleti) est une espèce d'oiseaux de la famille des Lybiidae, dont l'aire de répartition s'étend sur la République centrafricaine, le Tchad, le Soudan et l'Ouganda.